# Jennifer Nicole Freeman
Pour les articles homonymes, voir Freeman.
Jennifer Freeman est une actrice et mannequin américaine, née le 20 octobre 1985 à Los Angeles (Californie).
Elle est connue grâce au rôle de Claire Kyle dans la sitcom Ma famille d'abord (2001-2005).

## Biographie

### Jeunesse
Jennifer Nicole Freeman naît le 20 octobre 1985 à Los Angeles, en Californie. Elle est issue d'une mère afro-américaine et d'un père juif. Elle grandit à Long Beach, avec sa mère et ses deux petites sœurs jumelles. Elle sut très tôt qu'elle voulait devenir actrice.
À 13 ans, elle est découverte par un dénicheur de talent. Quelques mois plus tard, sa famille déménage en Caroline du Nord, puis revient à Long Beach afin de la soutenir dans sa carrière de mannequin.

### Carrière

#### Débuts et révélation télévisuelle
En 2000, Jennifer Freeman commence sa carrière, au cinéma et à la télévision, en décrochant des seconds rôles. Elle incarne le personnage joué par Rae Dawn Chong jeune dans le drame indépendant The Visit et fait des apparitions à la télévision dans des séries comme Sept à la maison, La Guerre des Stevens et Lizzie McGuire.

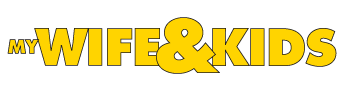
Logo original de la série télévisée Ma famille d'abord.

En 2001, elle se fait connaître du grand public grâce à son rôle de Claire Kyle, une jeune et jolie écervelée, dans la sitcom comique et familiale Ma famille d'abord. Elle remplace Jazz Raycole qui décide de quitter la série dès la fin de la première saison.  
En 2003, forte d'une nouvelle visibilité, elle devient l'une des égéries de la marque Neutrogena. L'interprétation de l'actrice est saluée par une nomination lors de la cérémonie des Teen Choice Awards en 2004. Cette même année, elle est également citée pour le Young Artist Awards de la meilleure distribution. Elle occupe ce rôle jusqu'à la fin du show, annoncée en 2005. En effet, en mai de cette année, la chaîne ABC décide de ne pas renouveler la série à cause d'une baisse d’audience à partir de la cinquième saison. Damon Wayans aurait voulu conclure avec une saison 2005–2006, mais la chaîne refuse cette proposition. La série n'aura donc aucune conclusion. 
Parallèlement à ses engagements, elle intervient au cinéma dans le road movie Johnson Family Vacation et elle décroche un second rôle dans le film de danse hip-hop Street Dancers.

#### Retrait médiatique
Malgré cette nouvelle popularité, Jennifer Freeman peine à confirmer.   
Entre 2005 et 2006, elle joue les guest stars pour les séries Newport Beach et One on One avant de disparaître des écrans. Côté cinéma, elle s'illustre dans des productions mineures, dont la plupart sont inédites sur le territoire français. Par exemple, en 2008, elle est à l'affiche de la comédie horrifique The Caretaker, une série B portée par Jennifer Tilly.  
En 2012, elle joue dans le film dramatique Falling Away, aux côtés de Tony Todd.  
Entre 2013 et 2016, elle apparaît dans quelques épisodes de la série Real Husbands of Hollywood, au format téléréalité.

#### Retour à la télévision
En 2017, après avoir participé à un court métrage dramatique Before We Crash, Jennifer Freeman fait son retour au cinéma, en décrochant un second rôle dans le drame afro-américain True to the Game, aux côtés de Vivica A. Fox et Nelsan Ellis. La même année, elle fait son retour à la télévision en rejoignant la distribution de la série d'anthologie, développée par la chaîne BET, Tales. Il s'agit d'une série dont les épisodes sont inspirés par les titres les plus iconiques du hip-hop américain. Elle s'est dit enthousiaste à l'idée de revenir sur le petit écran dans son premier rôle en tant que femme, et non adolescente. 
En 2019, elle seconde AnnaLynne McCord dans le téléfilm Lifetime, Le crime que je n'ai pas commis. 
En 2020, elle joue des rôles récurrents dans deux séries, Be Someone et Pump. 

### Vie privée
En décembre 2005, après avoir été en couple avec l'acteur et chanteur, Omarion, de mai 2003 à novembre 2005, Jennifer Freeman a été en couple avec le rappeur, Lil' Fizz, jusqu'au décembre 2006. 
En novembre 2007, au bout de cinq mois de relation, elle s'est fiancée avec l'acteur et chanteur, Marques Houston. Ils ont, finalement, rompu leurs fiançailles en janvier 2008. 
En avril 2008, elle commence à fréquenter le basketteur Earl Watson. Après s'être fiancés en décembre 2008, ils se sont mariés le 16 mai 2009. Ensemble, ils ont eu une fille, prénommée Isabella Amora Watson (née le 1er octobre 2009). En août 2010, ils sont en procédure de divorce pour cause de « violences conjugales » de la part de Jennifer Freeman. Ils ont officiellement divorcé en novembre 2010.

## Filmographie

### Cinéma

#### Longs métrages
- 2000 : Le Parloir (The Visit) de Jordan Walker-Pearlman : Félicia, jeune
- 2004 : Street Dancers (You Got Served) de Christopher B. Stokes et Chris Stokes : Liyah
- 2004 : Johnson Family Vacation de Christopher Erskin : Jill
- 2006 : Mercy Street de Michael David Trozzo : Emily
- 2008 : Jada de Robert A. Johnson : Jasmine
- 2008 : The Caretaker de Bryce Olson : Sonya
- 2012 : Falling away de Michael David Trozzo : Emily
- 2017 : True to the Game de Preston A. Whitmore II : Lita
- 2018 : Throwback Holiday de Trey Haley : Jacquline Grant
- 2019 : A Second Chance de Grayson Stroud : Leslie Moore
- 2020 : The Business of Christmas de Thomas J. Churchill : Dani Franklin-Hughes
- 2020 : Kiss Me for Christmas de Jason Weary : Nina
- 2021 : The Business of Christmas 2 de Tim Reid : Dani Franklin-Hughes
- 2022 : Staycation d'Aaron et Ali Abdin : Dawn Robinson
- 2022 : My Christmas Fiancé de Stefano Milla : Maya Coleman

#### Court métrage
- 2017 : Before We Crash de R.M. Moses : Ava

### Télévision

#### Téléfilms
- 2019 : Le crime que je n'ai pas commis (Wrongfully Accused) de Michael Feifer : Rashida
- 2020 : Fiançailles à Noël (Beaus of Holly) d'Anthony C. Ferrante : Holly
- 2021 : Confessions d'une mythomane (Twisted House Sitter) de Courtney Miller : Morgan
- 2022 : A Royal Surprise de Beautie Masvaure Alt : Riley Stevenson
- 2022 : Infamously in Love de Kristin Fairweather : Ivy Rose
- 2022 : Aisle Be Home for Christmas de Nick Lyon : Michelle

#### Séries télévisées
- 2000 : American 70's : Ces années-là (The '70s) : une gosse
- 2000 : Sept à la maison (7th Heaven) : Joan (saison 5, épisode 2 : Help!)
- 2000 : La Guerre des Stevens (Even Stevens) : Chloé (saison 1, épisode 13 : After Hours)
- 2001 : Lizzie McGuire : Alix (saison 1, épisode 4 : Pool Party)
- 2001-2005 : Ma famille d'abord (My Wife and Kids) : Claire Kyle (109 épisodes)
- 2005 : Newport Beach (The O.C.) : une étudiante (non crédité ; saison 3, épisode 2 : The Shape of Things to Come)
- 2006 : One on One : Alicia (saison 5, épisode 17 : Recipe for Disaster)
- 2007 : The ½ Hour News Hour : elle-même (saison 1, épisode 15)
- 2013-2016 : Real Husbands of Hollywood : elle-même (téléréalité, 4 épisodes)
- 2017 : Tales : Ashley (saison 1, épisode 3 : A Story to Tell)
- 2020 : Pump : Brianna (6 épisodes)
- 2022 : The Black Hamptons : Kimberly (mini-série, 4 épisodes)
- 2023 : Be Someone : Cassandra (4 épisodes)

## Distinctions

### Nominations
- Teen Choice Awards 2004 : meilleure actrice dans une série télévisée comique, Ma famille d'abord

- Young Artist Awards 2004 : meilleure distribution dans une série télévisée comique ou dramatique, Ma famille d'abord (partagée avec Parker McKenna Posey et George O. Gore II)